# Postolin (gromada w powiecie sztumskim)
Postolin – dawna gromada, czyli najmniejsza jednostka podziału terytorialnego Polskiej Rzeczypospolitej Ludowej w latach 1954–1972.
Gromady, z gromadzkimi radami narodowymi (GRN) jako organami władzy najniższego stopnia na wsi, funkcjonowały od reformy reorganizującej administrację wiejską przeprowadzonej jesienią 1954 do momentu ich zniesienia z dniem 1 stycznia 1973, tym samym wypierając organizację gminną w latach 1954–1972.
Gromadę Postolin z siedzibą GRN w Postolinie utworzono – jako jedną z 8759 gromad na obszarze Polski – w powiecie sztumskim w woj. gdańskim na mocy uchwały nr 24/III/54 WRN w Gdańsku z dnia 5 października 1954. W skład jednostki wszedł obszar dotychczasowej gromady Postolin oraz miejscowość Cygusy z dotychczasowej gromady Kołoząb ze zniesionej gminy Sztum, a także obszar dotychczasowej gromady Pułkowice oraz miejscowość Michorowo z dotychczasowej gromady Mirowice ze zniesionej gminy Straszewo – w tymże powiecie. Dla gromady ustalono 11 członków gromadzkiej rady narodowej.
1 stycznia 1960 gromadę zniesiono, a jej obszar włączono do gromad Sztum-Przedzamcze (miejscowości Postolin, Polaszki, Ramzy i Cygusy) i Straszewo (miejscowość Pułkowice) w tymże powiecie.